# Concert du nouvel an 1978 à Vienne
Le concert du nouvel an 1978 de l'orchestre philharmonique de Vienne, qui a lieu le 1er janvier 1978, est le 38e concert du nouvel an donné au Musikverein, à Vienne, en Autriche. Il est dirigé pour la 24e fois consécutive par le chef d'orchestre autrichien Willi Boskovsky.
Johann Strauss II y est toujours le compositeur principal, mais son frère Josef est aussi représenté ave  quatre pièces, ainsi que leur père Johann avec une polka. Par ailleurs, le compositeur autrichien Joseph Lanner est au programme pour la seconde année consécutive, et c'est la première fois qu'une œuvre de Franz Schubert y est interprétée : l'ouverture en do majeur, op post. 170, D 591. Il n'y sera plus joué avant 1991.
Seules trois pièces sur les quatorze au total sont jouées pour la première fois au concert du nouvel an.

## Programme
Les pièces suivies d'un astérisque (*) sont jouées pour la première fois.

### Première partie
1. Johann Strauss II : ouverture de l'opérette Der Zigeunerbaron
2. Josef Strauss : Sphärenklänge, valse, op. 235
3. Josef Strauss : Künstler-Gruß, polka française, op. 274
4. Josef Strauss : Eingesendet, polka rapide, op. 240
5. Johann Strauss II : Wiener Bonbons, valse, op. 307

### Deuxième partie
1. Franz Schubert : ouverture en do majeur (en style italien), op post. 170, D 591*
2. Joseph Lanner : Die Schönbrunner, valse, op. 200
3. Johann Strauss : Sperl-Polka, polka, op. 133*
4. Johann Strauss II : 'S gibt nur a Kaiserstadt, 's gibt nur a Wien!, polka, op. 291
5. Johann Strauss II : Par force !, polka rapide, op. 308*
6. Josef Strauss : Brennende Liebe, polka-mazurka, op. 129
7. Johann Strauss II : Éljen a Magyar!, polka rapide. op. 332
8. Johann Strauss II : Künstlerleben, valse, op. 316
9. Johann Strauss II : Unter Donner und Blitz, polka rapide, op. 324